# Cher (departament)
Cher (wymowaⓘ, ʃεɾ) – departament w centrum Francji, w Regionie Centralnym-Dolinie Loary. Nazwę bierze od rzeki Cher.
Ośrodkiem administracyjnym (prefekturą) i największym miastem departamentu jest Bourges.
Departament został utworzony podczas rewolucji francuskiej 4 marca 1790 r. Utworzony został z części byłej prowincji Berry.
W 2023 roku w skład departamentu wchodziło 287 gmin (lista).

## Miejscowości
Największe miejscowości departamentu (w nawiasach liczba ludności w 2021 roku):

- Bourges (63 702)
- Vierzon (25 348)
- Saint-Doulchard (9645)
- Saint-Amand-Montrond (9459)
- Mehun-sur-Yèvre (6448)
- Saint-Florent-sur-Cher (6419)
- Aubigny-sur-Nère (5476)
- Saint-Germain-du-Puy (4924)
- Trouy (4005)
- La Chapelle-Saint-Ursin (3692)
- Dun-sur-Auron (3572)
- La Guerche-sur-l’Aubois (3162)
- Sancoins (2930)
- Avord (2833)
- Méreau (2644)
- Saint-Martin-d’Auxigny (2505)
- Plaimpied-Givaudins (2108)
- Vignoux-sur-Barangeon (2095)
- Foëcy (2069)
- Argent-sur-Sauldre (2057)
- Fussy (1938)
- Marmagne (1905)
- Les Aix-d’Angillon (1872)
- Henrichemont (1706)
- Châteaumeillant (1703)
- Orval (1691)
- Baugy (1625)
- Menetou-Salon (1614)